# Aeschynomene lorentziana
Aeschynomene lorentziana är en ärtväxtart som beskrevs av Nélida María Bacigalupo och Vanni. Aeschynomene lorentziana ingår i släktet Aeschynomene och familjen ärtväxter. Inga underarter finns listade i Catalogue of Life.